# 伊日乡
伊日乡，是中华人民共和国西藏自治区昌都市类乌齐县下辖的一个乡镇级行政单位。

## 行政区划
伊日乡下辖以下地区：
伊多村、帮日村、珠达村、亚中村和崩日村。